# وعلانيات
الوعلانيات أو الكوملينيات (الاسم العلمي: Commelinales) هي رتبة نباتية تتبع صنف الوعلانانيات من طائفة الأحاديات الفلقة.

## فصائلها
- الوعلانية
- البونتديرية
- نبات الدم
- Hanguanaceae
- Philydraceae